# Jack Cafferty
Jack Cafferty (* 14. Dezember 1942 in Chicago, Illinois) ist ein US-amerikanischer Journalist und Fernsehkommentator.

## Leben und Arbeit
Cafferty begann seine journalistische Laufbahn 1960 in Reno. 1973 heiratete er Carol († 5. September 2008). Aus der Ehe gingen vier Kinder hervor.
Ab 1977 moderierte Cafferty landesweit ausgestrahlte Programme für eine New Yorker Sendeanstalt.
Von 1989 bis 1992 moderierte Cafferty die Sendungen Newsline New York für WNYW-TW und News at 7 für Fox 5.
Von 1992 bis 1998 präsentierte Cafferty die Sendung News at 10 für die lokale Sendestation des Senders WB 11 für New York.
Im Jahr 2003–2004 arbeitete Cafferty als Kommentar für die Frühstückssendung "American Morning", die bei CNN von 7.00 bis 10.00 Uhr ausgestrahlt wird. 2005 begann Cafferty für die die Sendung Situation Room zu arbeiten. Innerhalb dieser Sendung, durch die Wolf Blitzer als Hauptmoderator führt, präsentiert Cafferty ein als „The Cafferty Files“ bezeichnetes Segment, das eine Mischung aus Kommentar und Meinungsforum darstellt: In einer ersten Schalte in einer frühen Phase der Sendung wird Cafferty eingeblendet, der seine Meinung zu einem tagesaktuellen Thema zum besten gibt und/oder eine Frage in den Raum stellt zu der Stellung zu nehmen er die Zuschauer auffordert. Zu einem späteren Zeitpunkt der Sendung wird erneut zu Cafferty geschaltet, der einen Querschnitt aus den E-Mails und Blogkommentaren vorstellt, die ihm von den Zuschauern zu der von ihm aufgeworfenen Frage zugeschickt worden sind.

### Kontroversen um Cafferty
Die direkte und unverbrämte Art, mit der Cafferty als politischer Kommentator seine Meinung vorträgt, hat ihm in gleicher Weise Anerkennung und Kritik eingebracht. Die unverhohlene Weise, mit der er seine Ablehnung bestimmter Ereignisse und Personen auf den Punkt bringt, wurde verschiedentlich als taktlos und sogar als beleidigend gebrandmarkt. Zum Teil haben sich aus einigen seiner Fernseh-Kolumnen streitbar geführte Kontroversen entsponnen.
Als Beispiel hierfür ließen sich die Vorwürfe des American-Arab Anti-Discrimination Committee anführen, das Cafferty vorhielt, dass er einer simplifizierenden und tendenziösen Sicht auf den Mittleren Osten Vorschub leisten würde. Anlass hierzu war eine Stellungnahme Caffertys am 23. September 2004, in der er die Forderung irakischer Demonstranten, zwei von US-Truppen verhaftete Forscherinnen auf freien Fuß zu setzen, mit der Bemerkung quittierte: „Given the way these mutants treat women in their societies, the women are probably better off in U.S. custody.“ (angesichts der Art und Weise, wie diese Mutanten Frauen in ihren Gesellschaften behandeln würden, wären die Frauen in einem US-Gefängnis wahrscheinlich besser dran).
Caffertys im Vorfeld der Olympischen Spiele in Peking gemachte Äußerung, dass die Chinesen „noch immer dieselben Gauner und Schläger“ seien wie in den letzten fünfzig Jahren, rief weitreichende Proteste der chinesischstämmigen Bevölkerung in den Vereinigten Staaten hervor. Obwohl Cafferty in einem späteren Meinungsbeitrag im Situation Room klarstellte, dass seine Stellungnahme sich nicht auf die chinesischstämmigen Amerikaner oder die chinesische Bevölkerung bezogen habe, sondern die kommunistische Regierung im Sinn gehabt habe, kam es zu groß angelegten Demonstrationen vor dem CNN-Gebäude in Atlanta, an denen sich mehrere tausend Personen beteiligten. Nach Angaben von Qin Gang, dem Sprecher des chinesischen Außenministers, entschuldigte CNNs Senderchef Jim Walton sich später in einem Brief an die chinesische Regierung für Caffertys Kommentar. Am 28. April 2008 verklagten die Schönheitssalonbetreiberin Liang Shubing und die Lehrerin Li Lilan Cafferty und CNN auf 1,3 Milliarden Dollar Schmerzensgeld wegen „Verletzung der Würde und des Ansehens des chinesischen Volkes“.

### Politische Meinungen

#### Irak-Krieg und Bush-Regierung
Den Krieg im Irak befürwortete Cafferty zunächst, später schwenkte er jedoch um und wurde zu einem der energischsten Kritiker der US-geführten Invasion 2003 und der seither andauernden Besetzung. Seine frühere Haltung rechtfertigte er damit, dass er von der Hysterie nach dem 11. September und den „falschen Behauptungen“, mit denen die US-Regierung den Krieg vorbereitete, getäuscht worden sei. Exemplarisch für seine in den vergangenen Jahren in der Irakfrage vertretenen Haltung ist ein Kommentar Caffertys, in dem er resümierte, dass der Entscheidung den Irak zu besetzen seiner Meinung nach keinerlei ehrenhaften Motive zugrunde gelegen hätten („I don't think for a single second there was anything honorable about the decision to invade a sovereign country?“). Viel mehr habe die Bush-Regierung den 11. September nur als Vorwand für den Krieg im Irak benutzt – einem Land, das den Vereinigten Staaten nichts zuleide getan habe, keine Gefahr dargestellt habe und auch nicht in den 11. September verwickelt gewesen sei. Unter Verweis auf „600 Milliarden Dollar“ die die Vereinigten Staaten bereits in den Krieg investiert hätten, monierte er weiter, dass manche Leute „in Kriegszeiten sehr viel Geld“ verdienten und dass auffälligerweise „sehr viel Geld an Freunde der US-Regierung“ geflossen sei („People make a lot of money during wartime - $600 billion we've spent there so far - and a lot of that money has gone to friends of the administration.“)
Ferner charakterisierte Cafferty den ehemaligen US-Verteidigungsminister Donald Rumsfeld im Jahr 2006 einen „widerlichen Kerl und Kriegsverbrecher“ (obnoxious jerk and war criminal), was ihm eine Rüge durch den Präsidenten von CNN einbrachte, und beharrte anschließend darauf, dass auch die übrigen Verantwortlichen für den Krieg im Irak Kriegsverbrecher seien ("I will go to my grave as Jack Cafferty, private citizen, believing that these people committed war crimes.")
In konservativen Kreisen Amerikas wird Cafferty aufgrund solcher und ähnlicher Attacken gegen die republikanische Regierung heftig kritisiert. Als ein Beispiel für die Ablehnung die ihm aus dem republikanischen Lager entgegenschlägt ließe sich der Kolumnist Harvey Kushner anführen, der Cafferty mit dem nationalsozialistischen Propagandaminister und Hetzredner Joseph Goebbels verglich.

#### Demokratische Partei
Aus seiner Präferenz für die Demokratische Partei macht Cafferty kaum einen Hehl. Allerdings macht er es dieser regelmäßig zum Vorwurf, dass sie keine „Courage“ besitze und ihre Machtstellung im US-Kongress in unzureichendem Maße einsetze um die Umsetzung der Politik der Bush-Regierung zu verhindern. So verwarf Cafferty wiederholt Behauptungen der Mehrheitsführerin der Demokraten im Kongress, Nancy Pelosi, dass die Republikaner einen Kurswechsel in der Irakpolitik im Kongress mit Hilfe von Filibustertaktiken verhindern würden, mit dem Verweis, dass es den Demokraten leicht möglich sei, eine Änderung der Irakpolitik durch eine Verweigerung der Bewilligung der Geldmittel zur Finanzierung des Krieges (die sie als Mehrheitspartei de facto kontrollieren) zu erzwingen, dass sie jedoch aus Angst vor einem Ansehensverlust zu feige dafür seien. Als Sarah Palin 2008 für das Amt des Vizepräsidenten kandidierte sagte er am 26. September 2008 über sie: ""if John McCain wins, this woman will be one 72 year old's heart beat away from being President of the United States, and if that doesn't scare the hell out of you, it should!" (wenn John McCain gewinnt, ist diese Frau einen 72-Jahre-alten Herzschlag vom Amt des Präsidenten der Vereinigten Staaten entfernt. Das sollte ihnen einen erheblichen Schrecken einjagen).

#### Konservative Medien
Den rechtsgerichteten Fernsehsender Fox News qualifizierte Cafferty mit dem Kalauer ab: „The F-word is Fox.“ (Das F-Wort ist Fox).

## Auszeichnungen
Cafferty wurde unter anderem mit dem Emmy Award, den Edward R. Murrow Award und den New York Associated Press State Broadcasters Award ausgezeichnet.

## Schriften
- It's Getting Ugly Out There: The Frauds, Bunglers, Liars And Losers Who Are Hurtin America, 2007.